# 錫旃
錫旃（1789年—19世纪？），字勉斋，号建三，李氏，内务府汉军正白旗人。嘉庆戊辰举人，己卯进士。后官四川犍为县知县。

## 家族
- 曾祖二黑，护军校；
- 祖父六格，内务府笔帖式；
- 祖履謙，内务府郎中，上驷院卿；
- 胞弟錫檀，道光壬辰进士、錫阐，道光戊子举人；[2]
- 胞弟錫檀之女嫁嘉庆庚辰进士、和闐辦事大臣宗室桂森之子宗室亨端。[3]